# Günther Wolkenaer
Günther Wolkenaer es un deportista alemán que compitió para la RFA en piragüismo en la modalidad de eslalon. Ganó dos medallas de bronce en el Campeonato Mundial de Piragüismo en Eslalon, en los años 1985 y 1987.

## Palmarés internacional
| Campeonato Mundial | Campeonato Mundial            | Campeonato Mundial | Campeonato Mundial |
| Año                | Lugar                         | Medalla            | Competición        |
| ------------------ | ----------------------------- | ------------------ | ------------------ |
| 1985               | Augsburgo (RFA)               | Medalla de bronce  | C2 individual      |
| 1987               | Bourg-Saint-Maurice (Francia) | Medalla de bronce  | C2 por equipos     |